# The Congregation
The Congregation – czwarty album studyjny norweskiego zespołu muzycznego Leprous. Wydawnictwo ukazało się 25 maja 2015 roku nakładem wytwórni muzycznej InsideOut Music. Materiał był promowany teledyskiem do utworu "The Price". Partie perkusji, gitar oraz gitary basowej zostały zarejestrowane w Fascination Street Studio w Szwecji. Natomiast partie wokalne nagrano w należącym do Vegarda "Ihsahna" Tveitana Mnemosyne Studios w Norwegii.

## Lista utworów
Opracowano na podstawie materiału źródłowego.
| Nr  | Tytuł utworu              | Słowa                             | Muzyka                            | Długość |
| --- | ------------------------- | --------------------------------- | --------------------------------- | ------- |
| 1.  | „The Price”               | Tor Oddmund Suhrke                | Einar Solberg, Baard Kolstad      | 05:14   |
| 2.  | „Third Law”               | Tor Oddmund Suhrke                | Einar Solberg, Tor Oddmund Suhrke | 06:18   |
| 3.  | „Rewind”                  | Tor Oddmund Suhrke                | Einar Solberg                     | 07:07   |
| 4.  | „The Flood”               | Tor Oddmund Suhrke, Einar Solberg | Einar Solberg, Tor Oddmund Suhrke | 07:51   |
| 5.  | „Triumphant”              | Tor Oddmund Suhrke                | Einar Solberg                     | 04:25   |
| 6.  | „Within My Fence”         | Tor Oddmund Suhrke, Einar Solberg | Einar Solberg, Martin Skrebergene | 03:16   |
| 7.  | „Red”                     | Tor Oddmund Suhrke                | Einar Solberg                     | 06:35   |
| 8.  | „Slave”                   | Tor Oddmund Suhrke                | Einar Solberg                     | 06:37   |
| 9.  | „Moon”                    | Tor Oddmund Suhrke                | Einar Solberg                     | 07:13   |
| 10. | „Down”                    | Einar Solberg                     | Einar Solberg, Baard Kolstad      | 06:26   |
| 11. | „Lower”                   | Einar Solberg, Elbereth Lasombrae | Einar Solberg                     | 04:34   |
| 12. | „Pixel” (utwór dodatkowy) | Tor Oddmund Suhrke                | Einar Solberg, Tor Oddmund Suhrke | 05:16   |
|     |                           |                                   |                                   | 1:10:52 |

## Twórcy
Opracowano na podstawie materiału źródłowego.
| Zespół Leprous w składzie - Tor Oddmund Suhrke – gitara, wokal wspierający - Einar Solberg – instrumenty klawiszowe, wokal prowadzący - Øystein Landsverk – gitara, wokal wspierający - Baard Kolstad – perkusja, instrumenty perkusyjne |  | Dodatkowi muzycy - Simen Daniel Børven – gitara basowa Inni - Tony Lindgren – mastering - David Castillo, Heidi "Ihriel" Tveitan, Vegard "Ihsahn" Tveitan – realizacja nagrań - Jens Bogren – miksowanie - Nihil – oprawa graficzna |

## Listy sprzedaży
| Lista                   | Kraj      | Pozycja |
| ----------------------- | --------- | ------- |
| Suomen virallinen lista | Finlandia | 39      |
| Media Control Charts    | Niemcy    | 78      |
| MegaCharts              | Holandia  | 66      |